# Thuringia
Thuringia – drugi album studyjny niemieckiego paganmetalowego zespołu Menhir wydany w sierpniu 1999 roku. Płyta zawiera dziewięć utworów, w tym jeden cover (Woman of Dark Desires zespołu Bathory).

## Lista utworów
1. „Intro” – 1:26
2. „Die Kelten” – 4:38
3. „Schwertes Bruder” – 3:28
4. „Thuringia” – 4:25
5. „Einherjer” – 5:47
6. „Das Kleine Volk” – 4:39
7. „Bonifatius” – 3:26
8. „Instrumental” – 5:58
9. „Woman of Dark Desires” – 4:24

## Twórcy
- Heiko Gerull – śpiew
- Roman „Tyr's Sohn” – gitara
- Carsten – gitara basowa
- Manuela Ebert – syntezator
- Stefan „Tormentor” Hüskens – perkusja